# Берніков Станіслав Васильович
Станіслав Васильович Берніков (нар. 1 жовтня 1953, Липецьк, Воронезька область, РРФСР) — радянський футболіст, захисник та півзахисник, згодом — футбольний тренер.

## Кар'єра гравця
Станіслав Берніков народився 1 жовтня 1953 року в Липецьку, Воронезька область. Вихованець групи підготовки при місцевому «Металург» (Л). Футбольну кар'єру розпочав у 1974 році в липецькому «Металурзі», який за підсумками сезону зі скандалом вилетів з Першої союзної ліги. Тому наступного сезону в Другій лізі виступав вже «Новолипецьк». Протягом свого перебування в складі липецького клубу в чемпіонаті СРСР зіграв 72 матчі та відзначився 3-ма голами, ще 2 поєдинки провів у кубку СРСР. Проте через складний характер тренерський штаб та керівництво команди вирішило позбутися гравця, звинувативши його в зловживанні алкоголем. Молодий гравець дуже швидко знайшов команду, перейшовши до харківського «Металіста». Протягом двох сезонів у харківському клубі в чемпіонаті СРСР зіграв 87 матчів та відзначився 26-ма голами, ще 2 поєдинки (1 гол) провів у кубку СРСР. У 1979 році отримав запрошення від донецького «Шахтаря», який на той час виступав у Вищій лізі чемпіонату СРСР. Дебютував у футболці донецького клубу 28 лютого 1979 року в переможному (2:1) домашньому поєдинку групи 3 кубку СРСР проти павлодарського «Трактора». Станіслав вийшов у стартовому складі, а на 70-ій хвилині його замінив Євген Шафоростов. Дебютував у вищій лізі 11 квітня 1979 року в переможному (3:0) домашньому поєдинку 3-го туру проти СКА (Ростов-на-Дону). Берніков вийшов на поле на 80-ій хвилині, замінивши Михайла Соколовського. У складі донецького клубу зіграв 4 матчі у вищій лізі та 5 — у кубку СРСР. У 1979 році повернувся до «Металіста», в складі харківського клубу був переможцем другої та першої ліг радянського чемпіонату, фіналістом кубку СРСР. У футболці харківського клубу в вищій лізі чемпіонату СРСР дебютував 26 березня 1982 року в переможному (1:0) домашньому поєдинку 1-го туру проти дніпропетровського «Дніпра». Станіслав вийшов на поле в стартовому складі та відіграв увесь матч, а на 32-ій хвиині відзначився голом. Протягом свого перебування в «Металісті» в радянському чемпіонаті зіграв 134 матчі та відзначився 11-ма голами, ще 22 поєдинки (3 голи) провів у кубку СРСР.
У 1984 році мати Станіслава захворіла, через що Бернікову довелося повернутися до Липецька. Там він продовжив свою кар'єру в місцевому «Металурзі». На той час «Металург» був одним з лідерів Другої ліги. У складі металургів у чемпіонаті СРСР зіграв 143 матчі та відзначився 46-ма голами, ще 5 пооєдинків провів у кубку СРСР. У 1988 році через конфлікт з тодішнім тренером «Металурга» залишив Володимиром Михайловим залишив розташування клубу. Того ж року зіграв 6 матчів (1 гол) у складі клубу «Спартак» (Анапа). У 1989 році перейшов до павлодарського «Трактора», кольори якого захищав до 1990 року. За цей час у футболці павлодарського клубу в другій лізі зіграв 64 матчі та відзначився 7-ма голами, ще 2 поєдинки провів у кубку СРСР. Завершував кар'єру футболіста Берніков у нижчолігових тверській «Волзі» (не зіграв жодного офіційного поєдинку) та «Гірнику» (Хромтау).

## Кар'єра тренера
Тренерську кар'єру станіслав розпочав ще будучи гравцем, з липня 1990 року був тренером у павлодарському «Тракторі». З 1992 по червень 1993 — тренував харківський «Металіст». У 1994 році був тренером СДЮШОР «Металург» (Липецьк). З листопада 1994 по квітень 1995 роки був головним тренером клубу «Темп» (Шепетівка). У 1995 році повернувся до Липецька, де знову почав працювати в СДЮШОР «Металузі» (Липецьк). На цій посаді перебував до 1997 року. З 1998 по 16 вересня 2006 років працював головним тренером та тренером дорослої команди липецького «Металурга».

## Досягнення
Кубок СРСР
- Фіналіст (1): 1983

 Перша ліга чемпіонату СРСР
- Бронзовий призер (1): 1980

 Чемпіонат УРСР
- Чемпіон (1): 1978